# Villalazán
Villalazán község Spanyolországban,  Zamora tartományban. Villalazán Villaralbo, Coreses, Fresno de la Ribera, Toro és Madridanos községekkel határos. Lakosainak száma 248 fő (2024).

## Népesség
A település népessége az utóbbi években az alábbiak szerint változott:
| Lakosok száma | 390  | 375  | 360  | 343  | 317  | 301  | 280  | 267  | 254  | 248  |
|               | 2001 | 2004 | 2007 | 2009 | 2012 | 2014 | 2017 | 2019 | 2022 | 2024 |